# Pan-Amerikaanse kampioenschappen judo 2011
De Pan-Amerikaanse kampioenschappen judo 2011 waren de 35ste editie van de Pan-Amerikaanse kampioenschappen judo en werden gehouden in het CODE II Gymnasium in Guadalajara, Mexico, van vrijdag 1 april tot en met zaterdag 2 april 2011. Het toernooi fungeerde als test event voor de Pan-Amerikaanse Spelen, later dat jaar in dezelfde hal.

## Resultaten

### Mannen
| Gewichtsklasse | Goud              | Zilver             | Brons                                   |
| -------------- | ----------------- | ------------------ | --------------------------------------- |
| – 55 kg        | Fredy López       | Youssef Youssef    | Hernan Birbrier Jordi Villegas          |
| – 60 kg        | Felipe Kitadai    | Nabor Castillo     | Frazer Will Antonio Bentancourt         |
| – 66 kg        | Leandro Cunha     | Ricardo Valderrama | Angelo Gómez Michal Popiel              |
| – 73 kg        | Bruno Mendonça    | Ronald Girones     | Nick Delpopolo Nicholas Tritton         |
| – 81 kg        | Leandro Guilheiro | Travis Stevens     | Emmanuel Lucenti Antonie Valois-Fortier |
| – 90 kg        | Asley González    | Alexandre Emond    | Rodrigo Luna José Camacho               |
| – 100 kg       | Oreidis Despaigne | Leonardo Leite     | Cristian Schimidt Kyle Vashkulat        |
| + 100 kg       | Óscar Braison     | Rafael Silva       | Orlando Baccino Luis Ignacio Salazar    |
| Team           | Brazilië          | Verenigde Staten   | Cuba Colombia                           |

### Vrouwen
| Gewichtsklasse | Goud               | Zilver            | Brons                           |
| -------------- | ------------------ | ----------------- | ------------------------------- |
| – 44 kg        | Diana Cobos        | Silvia González   | Alexa Liddie                    |
| – 48 kg        | Paula Pareto       | Dayaris Mestre    | Taciana Lima Edna Carrillo      |
| – 52 kg        | Yanet Bermoy       | Linouse Desravine | Angelica Delgado Érika Miranda  |
| – 57 kg        | Yurisleidy Lupetey | Marti Malloy      | Joliane Melançon Rafaela Silva  |
| – 63 kg        | Yaritza Abel       | Mariana Silva     | Christal Ransom Myriam Lamarche |
| – 70 kg        | Onix Cortés        | Maria Portela     | Kelita Zupancic Yuri Alvear     |
| – 78 kg        | Kayla Harrison     | Mayra Aguiar      | Anny Cortez Yalennis Castillo   |
| + 78 kg        | Idalys Ortíz       | Vanessa Zambotti  | Melissa Mojica Maria Altheman   |
| Team           | Brazilië           | Cuba              | Venezuela Colombia              |

## Medaillespiegel
| Plaats | Land             | Goud | Zilver | Brons | Totaal |
| 1      | Cuba             | 8    | 3      | 4     | 15     |
| 2      | Brazilië         | 6    | 5      | 5     | 16     |
| 3      | Verenigde Staten | 1    | 3      | 5     | 9      |
| 4      | Argentinië       | 1    | 0      | 4     | 5      |
| 5      | Ecuador          | 1    | 0      | 0     | 1      |
| 5      | El Salvador      | 1    | 0      | 0     | 1      |
| 7      | Mexico           | 0    | 3      | 2     | 5      |
| 8      | Canada           | 0    | 2      | 7     | 9      |
| 9      | Venezuela        | 0    | 1      | 2     | 3      |
| 10     | Haïti            | 0    | 1      | 0     | 1      |
| 11     | Colombia         | 0    | 0      | 5     | 5      |
| 12     | Puerto Rico      | 0    | 0      | 1     | 1      |
| Totaal | Totaal           | 18   | 18     | 35    | 71     |